# جان کانلیف (بازیکن فوتبال، زاده ۱۹۳۰)
جان کانلیف (انگلیسی: John Cunliffe; ۴ فوریهٔ ۱۹۳۰ – ۱۵ نوامبر ۱۹۷۵) بازیکن فوتبال اهل بریتانیا بود.
از باشگاه‌هایی که در آن بازی کرده‌است می‌توان به باشگاه فوتبال استوک سیتی، باشگاه فوتبال مکلسفیلد تاون، باشگاه فوتبال باکستون، باشگاه فوتبال استافورد رانجرز و باشگاه فوتبال پورت ویل اشاره کرد.